# Charlie Burchill
Charles "Charlie" Burchill (Glasgow, 27. studenog 1959.) škotski je glazbenik i skladatelj i jedan od osnivača škotskog sastava Simple Minds.
Svira gitaru, klavijature, saksofon i violinu.
Trenutno živi u Dublinu, Irska.